# مارتین ۲-۰-۲
مارتین ۲-۰-۲ (به انگلیسی: Martin 2-0-2) یک هواگرد ساختِ کارخانهٔ گلن ال. مارتین کمپانی در کشور ایالات متحده آمریکا است که در سال ۱۹۴۷–۱۹۴۸ ساخته شد. نخستین استفاده‌کنندهٔ این هواگرد نورت‌وست ایرلاینز بوده‌است. این هواگرد برای نخستین بار در ۲۲ نوامبر ۱۹۴۶ میلادی مورد استفاده قرار گرفت.